# Gigi D'Agostino (album)
Pour les articles homonymes, voir Gigi D'Agostino.

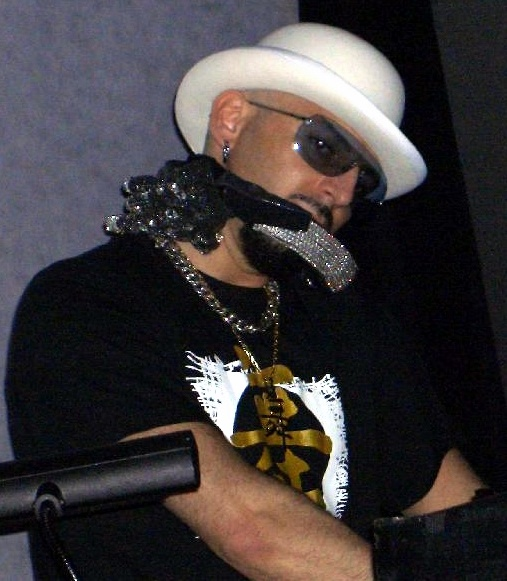
Gigi D'Agostino à Rimini, été 2005.

Gigi D'Agostino est un album de l'artiste du même nom sorti en 1996, produit par Gianfranco Bortolotti.

## Listes des titres
1. Gigi D'Agostino
2. Emotion
3. Before
4. Angel's Symphonie
5. Sweetly
6. Love & Melody
7. My Dream
8. Strange
9. Purezza
10. Fly
11. Elektro Message
12. Singin
13. Free
14. Gigi's Violin
15. Another Theme
16. Special Track
17. Melody Voyager
18. Harmonic
19. Song For My Future Wife